# La Cot
La Cot, també denominat Sant Miquel Sacot o Sa Cot, és una entitat de població del municipi de Santa Pau, a la comarca de la Garrotxa, Catalunya.
El nucli està separat de Santa Pau uns 3.300m de distància; i a cinc quilòmetres a l'est d'Olot, dins del Parc Natural de la Zona Volcànica de la Garrotxa, i a tocar de la Fageda d'en Jordà. La carretera que hi passa és la GI-524.
El nucli de Sacot té església pròpia: l'Església de Sant Miquel Sacot. El 2008 hi constaven cent vint habitants
Sa Cot era un terme independent a principis del Segle XIX, que va tenir ajuntament propi en ser abolit l'Antic Règim Senyorial. Amb la política de reducció del número de municipis, el 1846 va ser incorporat a Santa Pau juntament amb El Sallent.